# Prepiella pexicera
Prepiella pexicera är en fjärilsart som beskrevs av William Schaus 1899. Prepiella pexicera ingår i släktet Prepiella och familjen björnspinnare. Inga underarter finns listade i Catalogue of Life.